# Utsläppskontrollområden för sjöfarten
Utsläppskontrollområden för sjöfarten, ECA, kan fastställas för svaveldioxid och kväveoxider. Reglerna inom utsläppskontrollområden gäller samtliga fartyg som färdas inom områdena, oberoende av flaggstat, teknik eller ålder och anges i den internationella sjöfartsorganisationen IMO:s MARPOL-konvention, bilaga VI. Beslut om reglerna inom ECA tas av IMO. Det är även IMO som beslutar om att inrätta ECA.
Reglerna inom svavelkontrollområden, SECA, gäller samtliga fartyg som färdas inom områdena, oberoende av flaggstat, teknik eller ålder. För utsläppskontrollområden för kväveoxider, NECA, gäller reglerna endast fartyg som har tagits i bruk efter ett bestämt datum. Även dessa regler gäller oberoende av flaggstat. Svavelkontrollområden finns i Östersjön, Nordsjön och Engelska kanalen, runt Nordamerika och Puerto Rico. Beslut har tagits om att införa utsläppskontrollområden runt Nordamerikas kuster och Puerto Rico från 2016. Frågan om ett motsvarande område i Östersjön har diskuterats inom Helcom men avvaktar slutligt beslut.